# Parafia św. Jana Chrzciciela w Unikowie
Parafia świętego Jana Chrzciciela w Unikowie – parafia rzymskokatolicka znajdująca się w archidiecezji warmińskiej, w dekanacie Reszel.